# بدمینستر (نیوجرسی)
بدمینستر (به انگلیسی: Bedminster) شهری در ایالت نیوجرسی کشور ایالات متحده آمریکا است که جمعیت آن در سرشماری سال ۲۰۱۰ میلادی، ۸٬۱۶۵ نفر بوده‌است.